# بارات آرون
بارات آرون (14 ديسمبر 1962 في الهند - ) هو لاعب كريكت هندي. شارك مع منتخب الهند الوطني للكريكت. أما مع النوادي، فقد لعب مع Tamil Nadu cricket team ‏.

## وصلات خارجية
- بارات آرون على موقع إي آس بي آن كريك إنفو (الإنجليزية)